# Panjab (Pakistan)
El Panjab (en panjabi i urdú پنجاب), també conegut com a Punjab o Penjab, és una província del Pakistan, la més gran en nombre d'habitants, que al cens de 1998 eren 73.621.290 habitants s'estimaven 79.429.701 el 2003 i 92.593.586 habitants el 2009, en una superfície de 205.344 km². Les ciutats principals del Panjab són Lahore (la capital), Rāwalpindi, Gujrat i Faisalabad.

## Divisió administrativa
El 2009 la província estava formada per 36 districtes:
Fins a l'abolició de les divisions el 2000, els districtes estaven agrupats en les següents divisions:
| Divisions de la Província del Panjab | Divisions de la Província del Panjab | Divisions de la Província del Panjab |
| Divisió                              | Àrea (km²)                           | Capital                              |
| ------------------------------------ | ------------------------------------ | ------------------------------------ |
| Divisió de Bahawalpur                | 45.588                               | Bahawalpur                           |
| Divisió de Dera Ghazi Khan           | 38.778                               | Dera Ghazi Khan                      |
| Divisió de Faisalabad                | 17.917                               | Faisalabad                           |
| Divisió de Gujranwala                | 17.206                               | Gujranwala                           |
| Divisió de Lahore                    | 16.104                               | Lahore                               |
| Divisió de Multan                    | 21.137                               | Multan                               |
| Divisió de Rawalpindi                | 22.255                               | Rāwalpindi                           |
| Divisió de Sargodha                  | 26.360                               | Sargodha                             |

## Història
El 15 d'agost de 1947 la província del Panjab unida sota els britànics qva quedar dividida entre Pakistan i l'Índia; les dues parts foren conegudes com a Panjab Occidental (Panjab del Pakistan) i Panjab Oriental (Panjab de l'Índia). La província pakistanesa va agafar el nom de Província del Panjab el 1950. La Lliga Musulmana va tenir el control del govern de la província fins a la seva supressió el 14 d'octubre de 1955 quan va quedar dins la província anomenada Pakistan Occidental.
La província fou restaurada a la caiguda del règim militar d'Ayyub Khan, l'1 de juliol de 1970 i el Partit Popular del Pakistan va tenir llavors el govern del Pakistan i del Panjab fins al cop d'estat de 1977 quan el seu cap Zulfikar Ali Bhutto fou deposat i executat. La llei marcial va estar en vigor fins al 1985 i els governs provincials van ser suspesos. A la caiguda del dictador Zia Ul-Haq el 1985 el poder va passar altre cop a la Lliga Musulmana del Pakistan amb Nawaz Sharif (1985-1990) però els conflictes interns li van fer perdre la majoria i la direcció del govern va passar a l'Aliança Nacional Islàmica, fins al 1993 quan la Lliga Musulmana es va dividir i la facció Junejo va agafar el poder a la província que ja no va deixar fins a 1997 quan Nawaz Sharif va recuperar el seu control sobre la major part del partit. Però el 1999 el cop d'estat de Pervez Musharraf va imposar el govern provincial pel governador fins al 2002. En aquest temps Nawaz es va enfrontar a Musharraf i la Lliga Musulmana es va dividir (2001) entre la facció Nawaz, hostil a la dictadura, i la facció Quaid-e-Azam, favorable a Musharraf. A la caiguda del general dictador, el 2007, i després d'un govern de transició, va retornar al poder la Lliga Musulmana del Pakistan-Nawaz, que amb una breu interrupció el 2009 per un govern directe del governador, encara continua.

## Governants

### Governadors
- Sir Francis Mudie 1947-1949
- Sardar Abdur Rab Nishtar 1949-1951
- Ismail Ibrahim Chundrigar 1951-1953
- Mian Aminuddin 1953-1954
- Habib Ibrahim Rehmatullah 26 de setembre a 26 de novembre de 1954
- Mushtaq Ahmad Gurmani 1954-1955
- Província abolida 1955-1970
- Atiqur Rahman 1970-1971
- Ghulam Mustafa Khar 1971-1973
- Mohammad Haneef Ramay 1973-1974
- Saddiq Hussein Qureshi 1974-1975
- Ghulam Mustafa Khar (segona vegada) 13 de març a 31 de juliol de 1975
- Mohammad Abbas Abbasi 1975-1977
- Aslan Riaz Hussain 1977-1978
- Sawar Khan 1978-1980
- Ghulam Gilani Khan 1980-1985
- Makhdoom Qureshi 1985-1988
- Tikka Khan 1988-1990
- Mian Mohammed Azhar 1990-1993
- Chaudhry Altaf Hussain 1993-1995
- Raja Saroop Khan 1995-1996
- Ahmad Tariq Rahim 1996-1997
- Shahid Hamid 1997-1999
- Sardar Zulfikar Ali Khan Khosa 17 d'agost a 21 d'octubre de 1999
- Mohammad Safdar 1999-2001
- Khalid Maqbool 2001-2008
- Salman Taseer 2008-

### Ministres en cap
- Iftikhar Hussain Khan 1947 - 1949 (Lliga Musulmana del Pakistan, PML)
- Govern directe del governador 25 de gener de 1949 - 5 d'abril de 1951
- Mian Mumtaz Daultana 1951 - 1953 (PML)
- Malik Firoz Khan Nun 1953 - 1955 (PML)
- Abdul Hamid Khan Dasti 21 de maig a 14 d'octubre de 1955 (PML)
- Província suprimida 1955-1970
- Generals administradors de la llei marcial 1970-1972
- Miraj Khalid 1972 - 1973 (PPP)
- Ghulam Mustafa Khar 1973 - 1974 (PPP)
- Mohammad Haneef Ramay 1974-1975 (PPP)
- Sadiq Hussain Qureshi 1975 - 1977
- Generals administradors de la llei marcial 1977-1985
- Nawaz Sharif 1985-1990 (PML)
- Ghulam Haider Wyne 1990 - 1993 (Aliança Democràtica Islàmica)
- Manzoor Ahmed Wattoo 25 d'abril a 19 de juliol de 1993 (PML-Junejo)
- Manzoor Elahi (interí) 19 de juliol a 20 d'octubre de 1993
- Manzoor Ahmed Wattoo (segona vegada) 1993-1995 (PML-Junejo)
- Sardar Arif Nakai 1995 - 1996 (PML-J)
- Manzoor Ahmed Wattoo (tercera vegada) 3 de novembre a 17 de novembre de 1996 (PML-Junejo)
- Mian Muhammad Afzal Hayat (interí) 1996-1997
- Mohammad Shahbaz Sharif 1997 - 1999 (PML-Nawaz)
- Govern directe del governador 11 d'octubre de 1999 - 29 de novembre de 2002
- Chaudhry Pervaiz Elahi 2002 - 2007 PML-Quaid-e-Azam
- Sheikh Ejaz Nisar 2007-2008 (sense partit)
- Sardar Dost Muhammad Khan Khosa 12 d'abril a 8 de juny de 2008 (PML-Nawaz)
- Mohammad Shahbaz Sharif (segona vegada) 2008 - 2009
- Govern directe del governador 25 de febrer a 31 de març de 2009
- Mohammad Shahbaz Sharif (tercera vegada) 2009- (PML-Nawaz)